# Утренняя глория

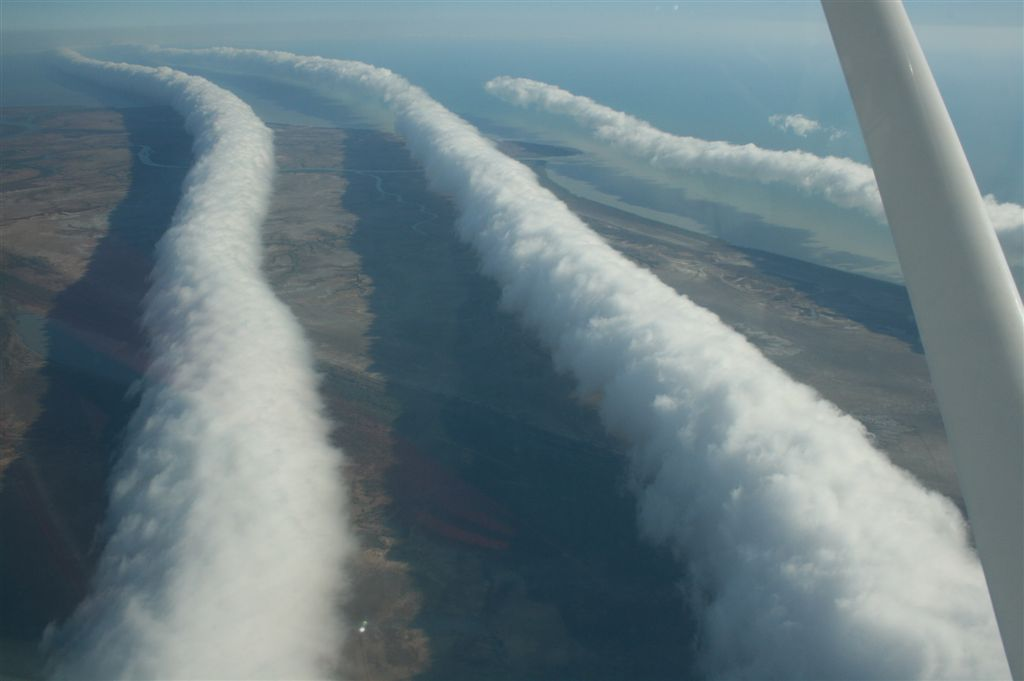
«Утренняя глория» между Берктауном и Нормантоном (Квинсленд, Австралия). Фото облаков сделано с самолёта, совершающего рейс на Нормантон.

Утренняя гло́рия (англ. Morning Glory) — редкое метеорологическое явление, вид облаков, наблюдаемый в заливе Карпентария на севере Австралии.
Облака представляют собой грозовой воротник высотой от 1 до 2 км, зачастую находящийся всего в 100—200 метрах над землёй (но обычно выше), который может достигать 1000 км в длину и перемещаться со скоростью до 60 км/ч. «Утренняя глория» часто сопровождается шквалами, сдвигом ветра и скачком давления на поверхности. Впереди облака происходит быстрое вертикальное движение, которое перемещает воздух вверх и «закручивает» облако, а в середине и задней части облака воздух опускается вниз.
Чаще всего «утренняя глория» наблюдается из Бёрктауна с сентября до середины ноября: в это время шанс увидеть её (ранним утром) составляет приблизительно 40 %.
Необычные облака видели здесь ещё с древних времен. Местное племя гаррава называло их «kangolgi». В 1942 году пилоты Королевских ВВС Австралии официально сообщили о том, что и они наблюдали это явление.

«Утренние глории» залива Карпентария изучались множеством научных групп с начала 1970-х годов. Первые опубликованные исследования принадлежат, естественно, австралийцам: Редж Х. Кларк из университета Мельбурна положил начало публикациям об «утренней глории». С тех пор учёные выстраивали различные гипотезы, предлагали разнообразные математические модели, объясняющие сложные передвижения воздушных масс в этом районе, однако к общему мнению они не пришли до сих пор.

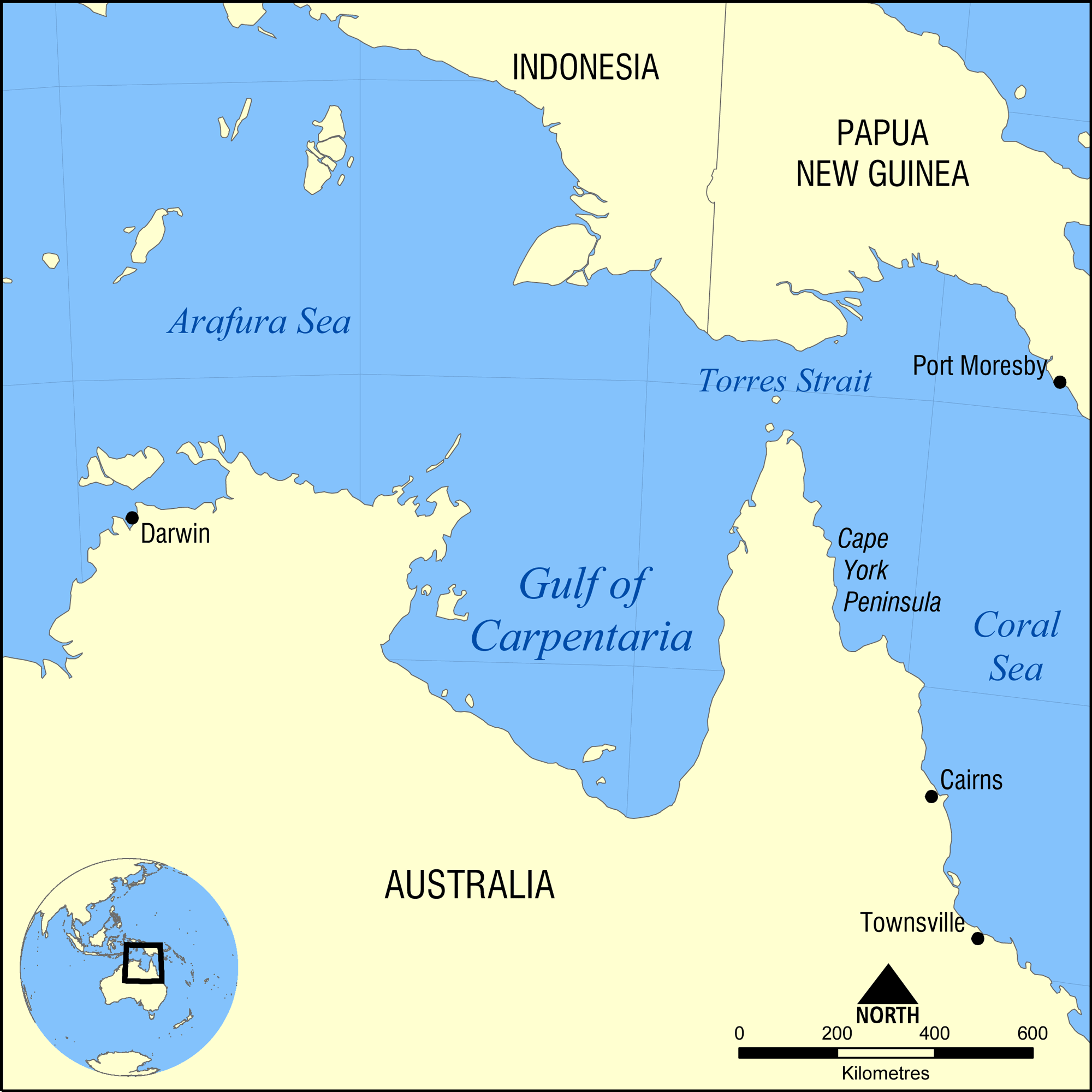
Расположение залива Карпентария.
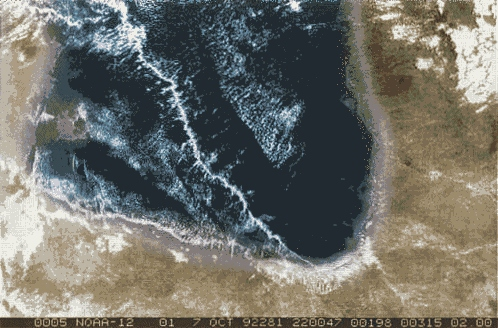
Спутниковый снимок утренних облачных образований над заливом Карпентария. Северная часть видимого линейного облака — это северная австралийская линия шквала, а утренняя глория — самая южная часть этого линейного облака.
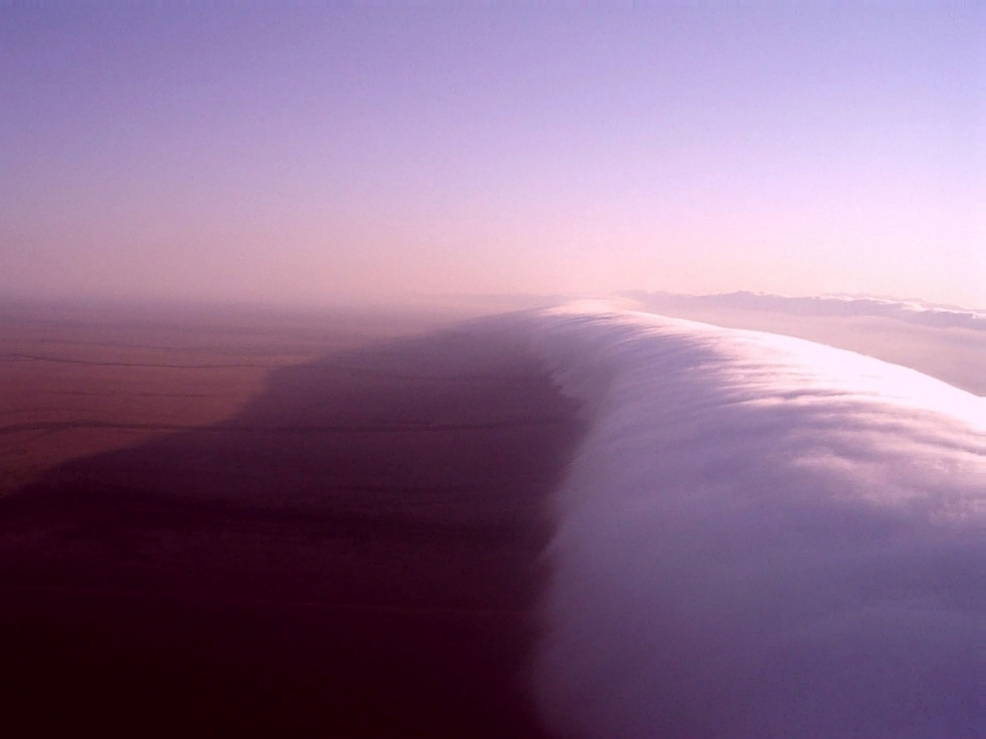
Утренняя глория близ Берктауна, Северо-западный Квинсленд.